# Dom Chłopa
Dom Chłopa – hotel mieszczący się w Warszawie, przy placu Powstańców Warszawy, wybudowany w latach 1957–1962 według projektu Bohdana Pniewskiego. 

## Historia

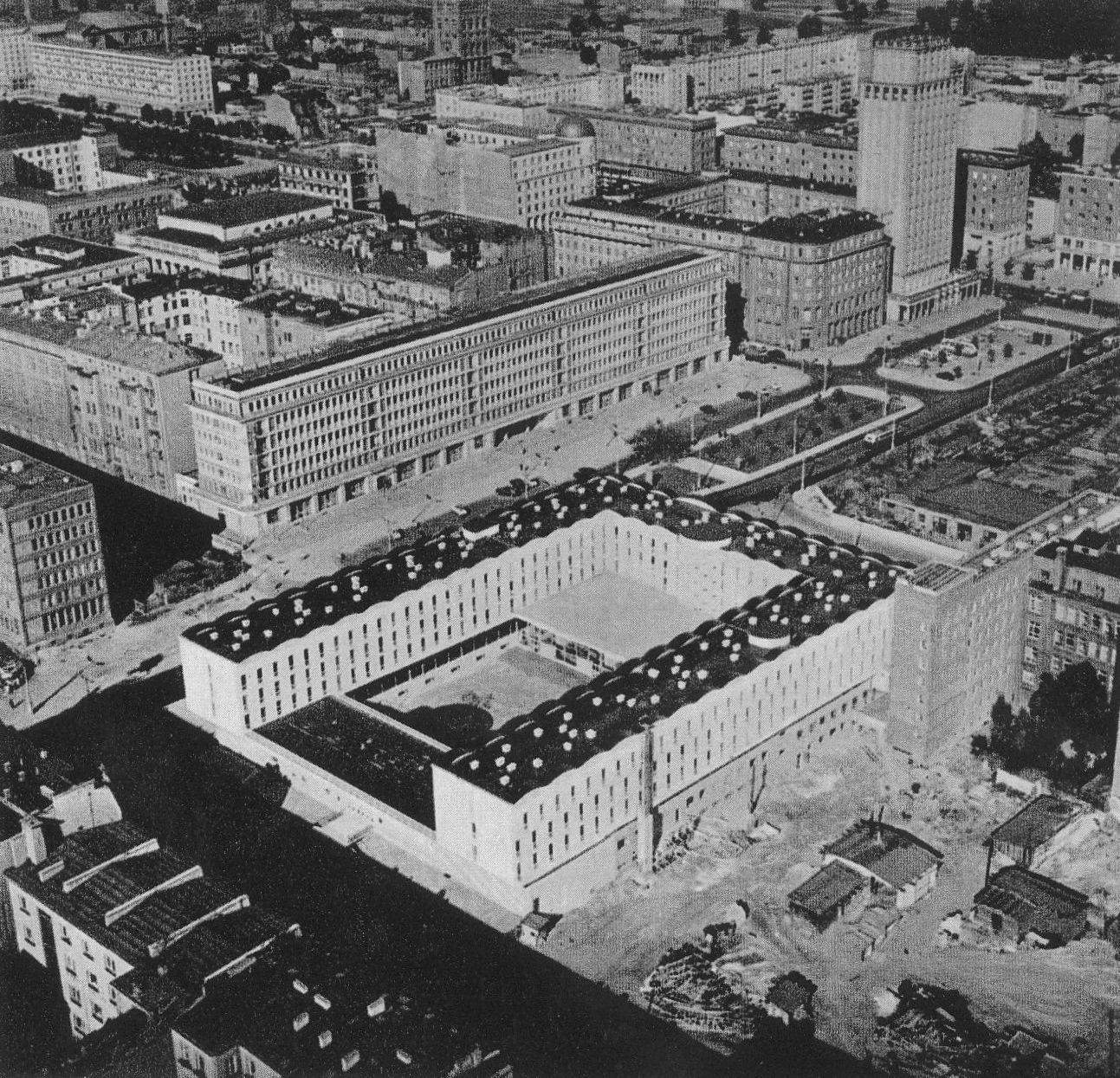
„Dom Chłopa” (na pierwszym planie), lata 60.

Na zjeździe kółek rolniczych w 1912 roku chłopi domagali się rozpoczęcia budowy „Domu Chłopa”, finansowanego ze składek, w Warszawie, który miałby być fundamentem kultury wiejskiej. Sytuacja polityczna i gospodarcza uniemożliwiła realizację pomysłu. W 1938 roku próby podjęła młodzież wiejska, która zaczęła wpłacać pierwsze pieniądze. Wybuch II wojny światowej przerwał starania. W PRL myśl o „Domu Chłopa” odżyła. Chłopi zaczęli wpłacać składki pieniężne na budowę, na terenie kraju zawiązały się społeczne komitety budowy. Fundusze na ten cel gromadzono również przez zbiórkowe cegiełki.
W 1956 roku Prezydium Rządu podjęło uchwałę o budowie „Domu Chłopa”. W wyniku konkursu architektonicznego został wybrany projekt Bohdana Pniewskiego i Małgorzaty Handzelewicz-Wacławek. W realizacji budynku uczestniczyła również architekt i pisarka Joanna Chmielewska. Budowa rozpoczęła się pod koniec marca 1958 roku i zakończyła we wrześniu 1961 roku. Charakterystycznym elementem budynku jest falisty dach, który kształtem ma przypominać łany zboża.
W 1961 roku w „Domu Chłopa” otwarto wzorcowy sklep zaopatrzenia ogrodniczego. W 1962 roku na dziedzińcu budynku odsłonięto pomnik Marii Konopnickiej.
W latach 1998–2002 budynek został poddany remontowi, w wyniku którego znaczna część dekoracji autorstwa Hanny i Gabriela Rechowiczów (twórców eksperymentalnej techniki tworzenia murali łączącej ceramikę, freski i szkło zainspirowanej sztuką ludową) została pokryta tynkiem. Przetrwała część złotych mozaik nawiązujących do kłosów zboża. W 2002 skuto wielką złotą mozaikę ceramiczną autorstwa Władysława Zycha znajdującą w obszarze wejścia do budynku. W 2003 uzupełniono fasadę od ulicy Wareckiej skrzydłem hotelu Gromada.